# Endralazine
Endralazine là thuốc chống tăng huyết áp của nhóm hóa chất hydrazinophthalazine. Nó không được chấp thuận để sử dụng tại Hoa Kỳ.